# IX Cumbre de la CELAC de 2025
La IX Cumbre de la Comunidad de Estados Latinoamericanos y Caribeños (CELAC) se realizó el 8 y 9 de abril de 2025, en la sede del Banco Central de Honduras, en Tegucigalpa, capital de Honduras.
En la Cumbre, en la que asistieron 33 países, se realizó la Declaratoria de Tegucigalpa, que fue aprobada sin el aval de Argentina, Paraguay y Nicaragua, por lo que estos tres países rechazaron la adopción de la declaratoria por falta de unanimidad necesaria.

## Líderes asistentes

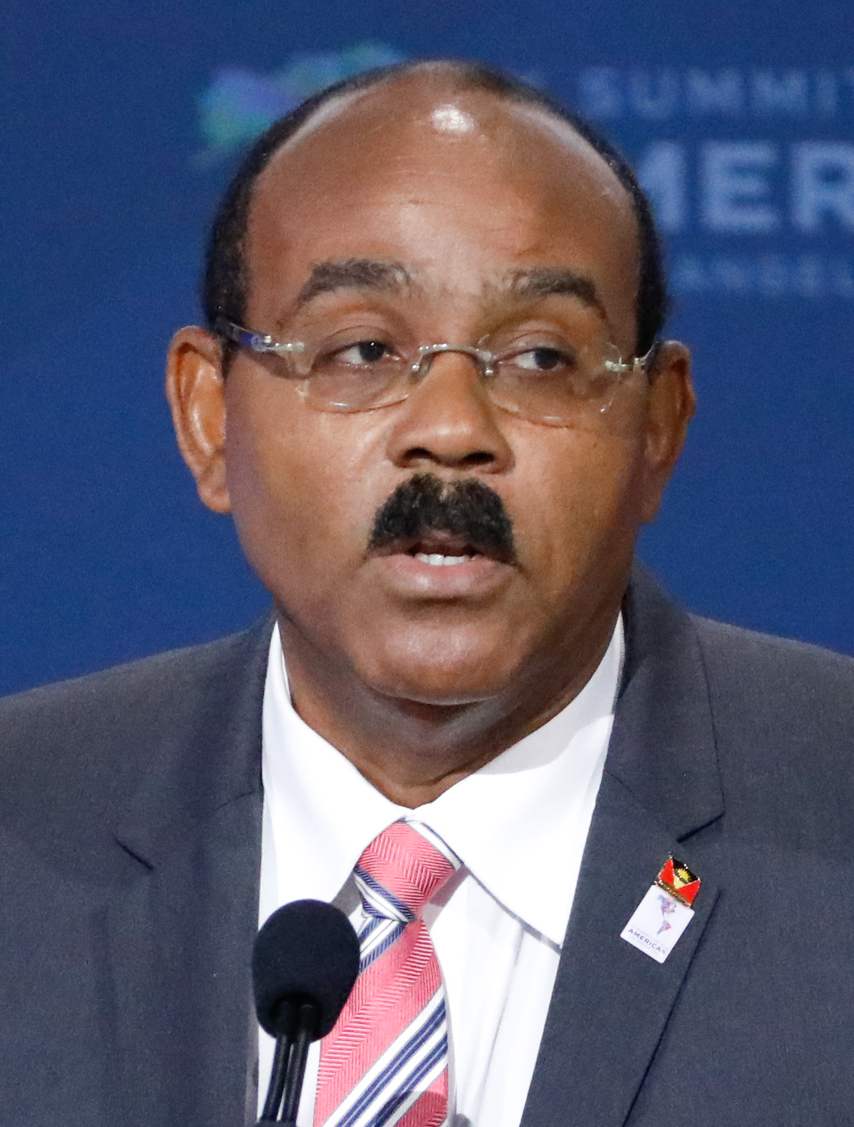
ATG Gaston Browne, Primer Ministro
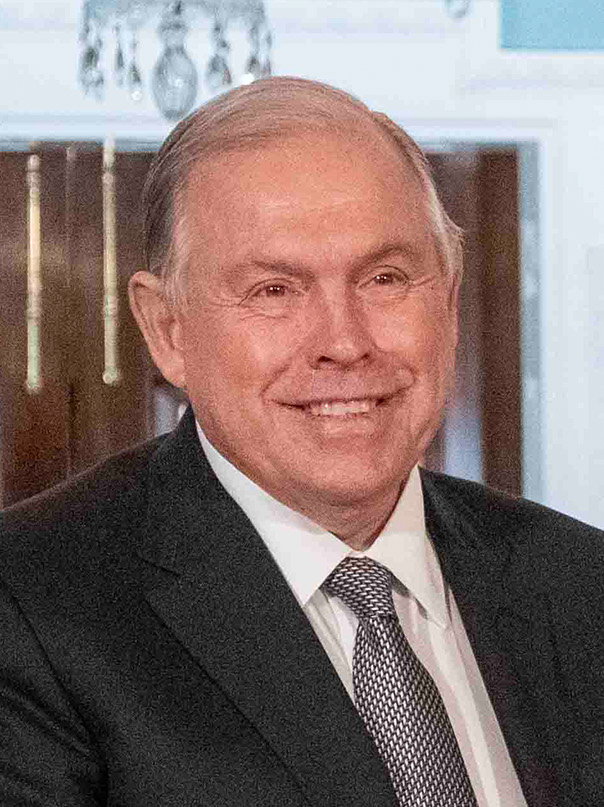
ARG Gerardo Werthein, Ministro de Relaciones Exteriores
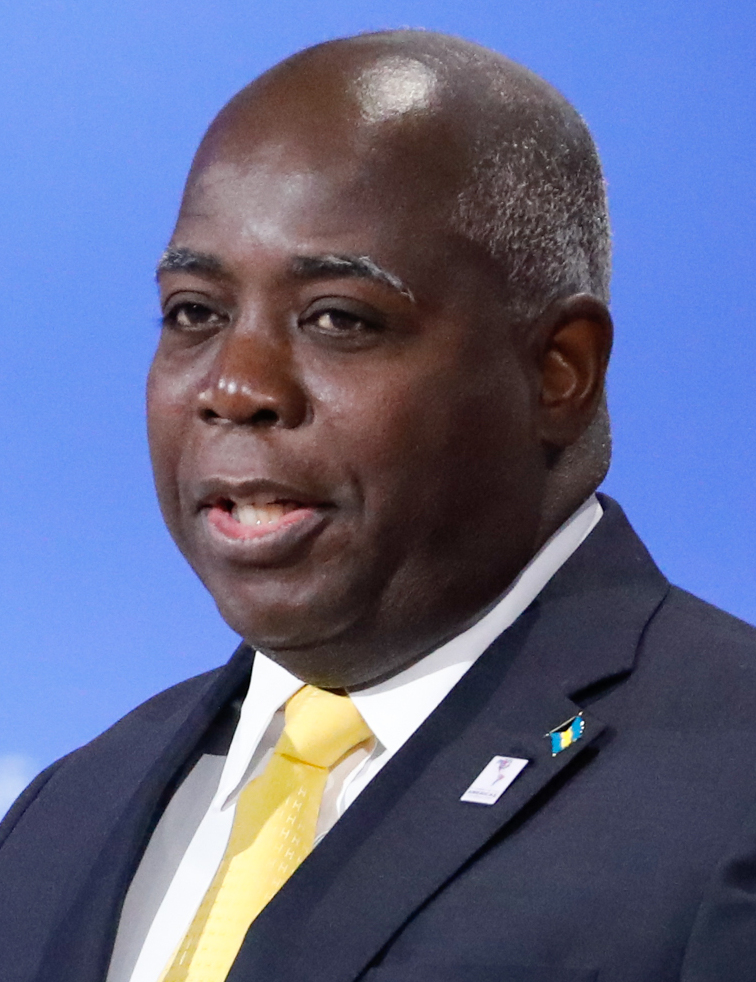
BAH Philip Davis, Primer Ministro
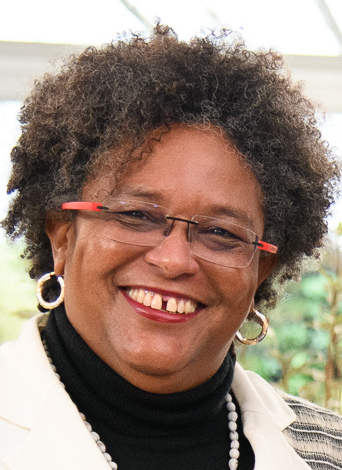
BAR Mia Mottley, Primera Ministra
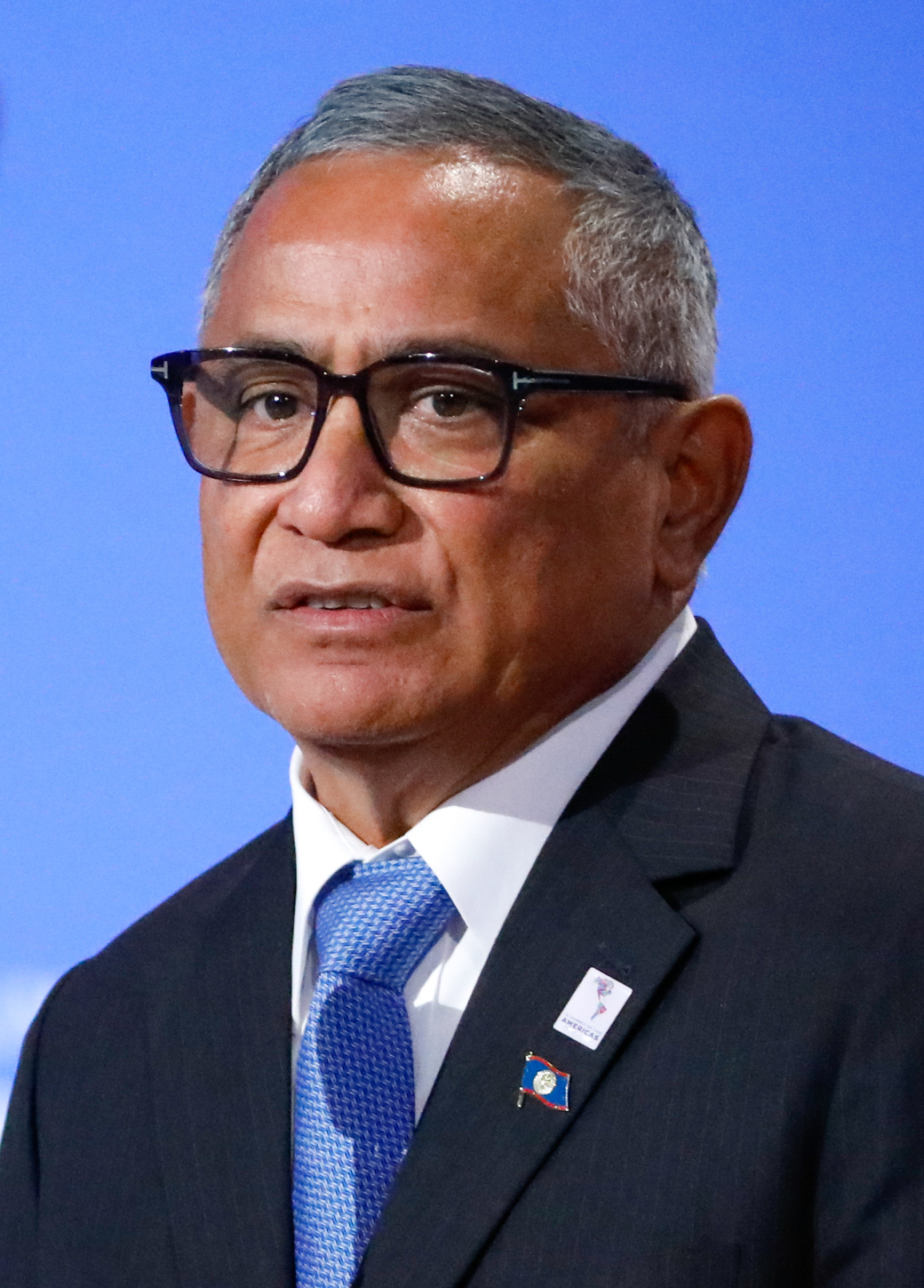
BLZ Johnny Briceño, Primer Ministro
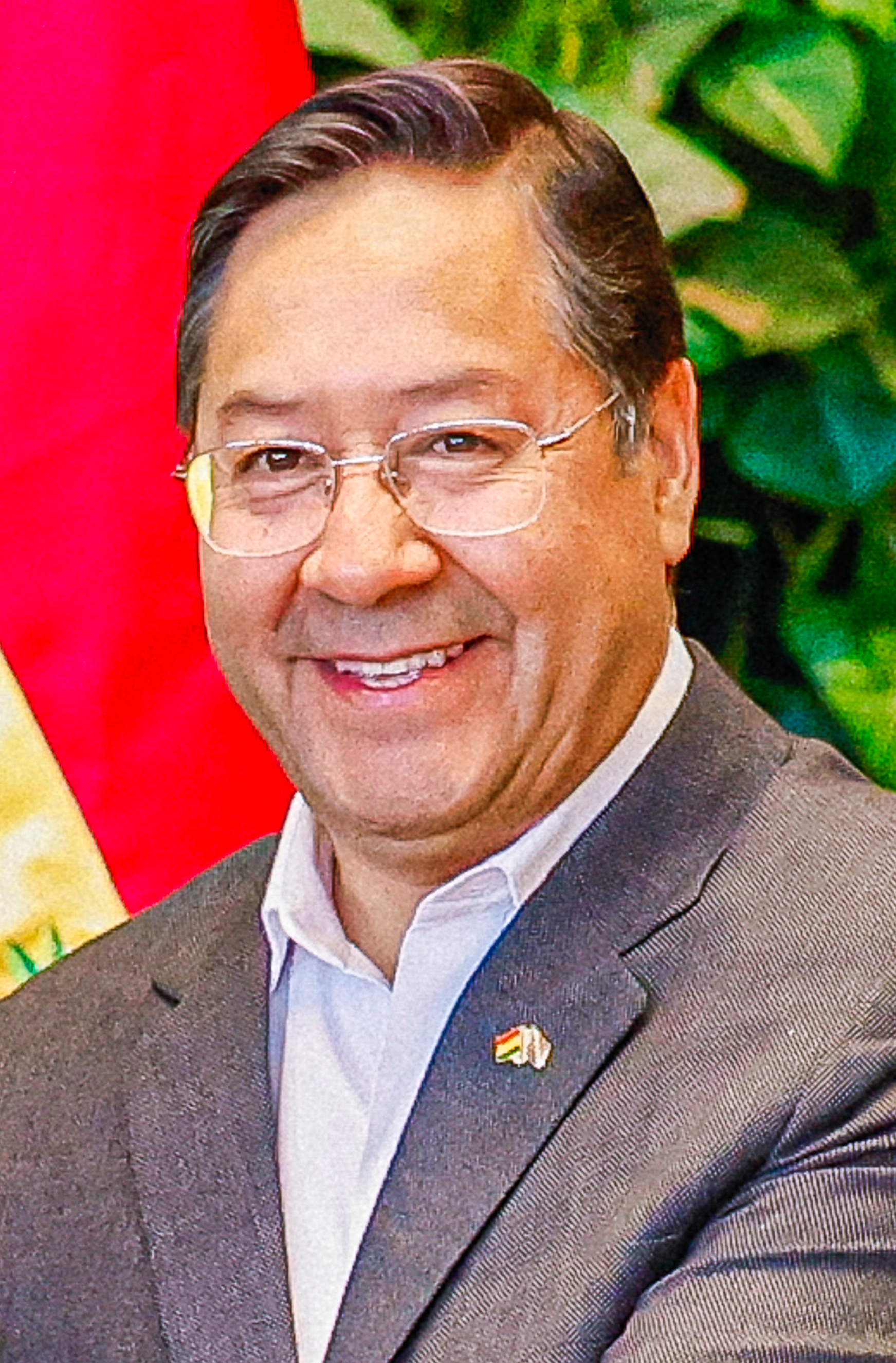
BOL Luis Arce, Presidente
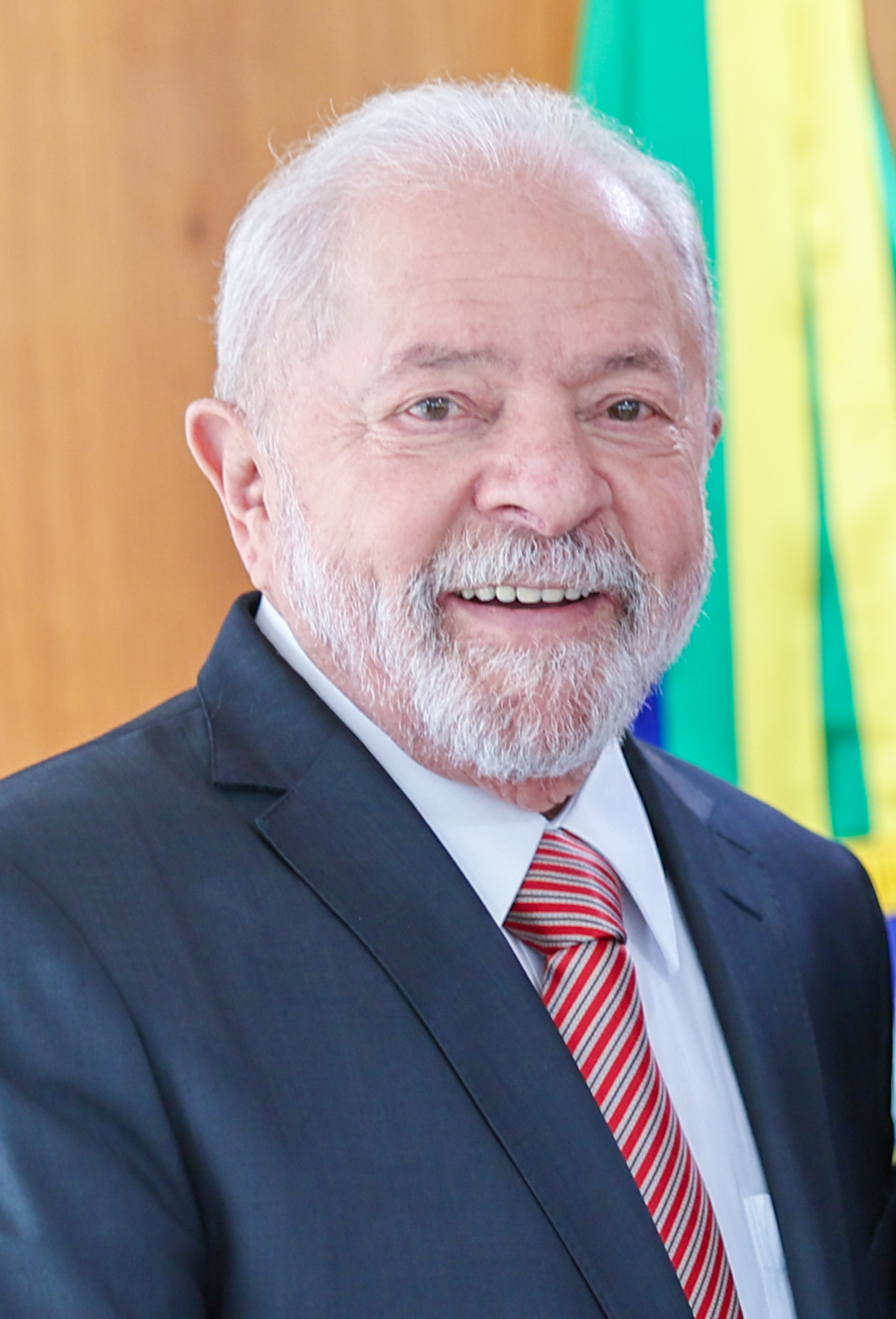
BRA Luiz Inácio Lula da Silva, Presidente
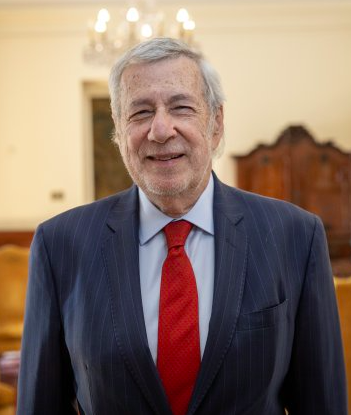
CHL Alberto van Klaveren, Ministro de Relaciones Exteriores
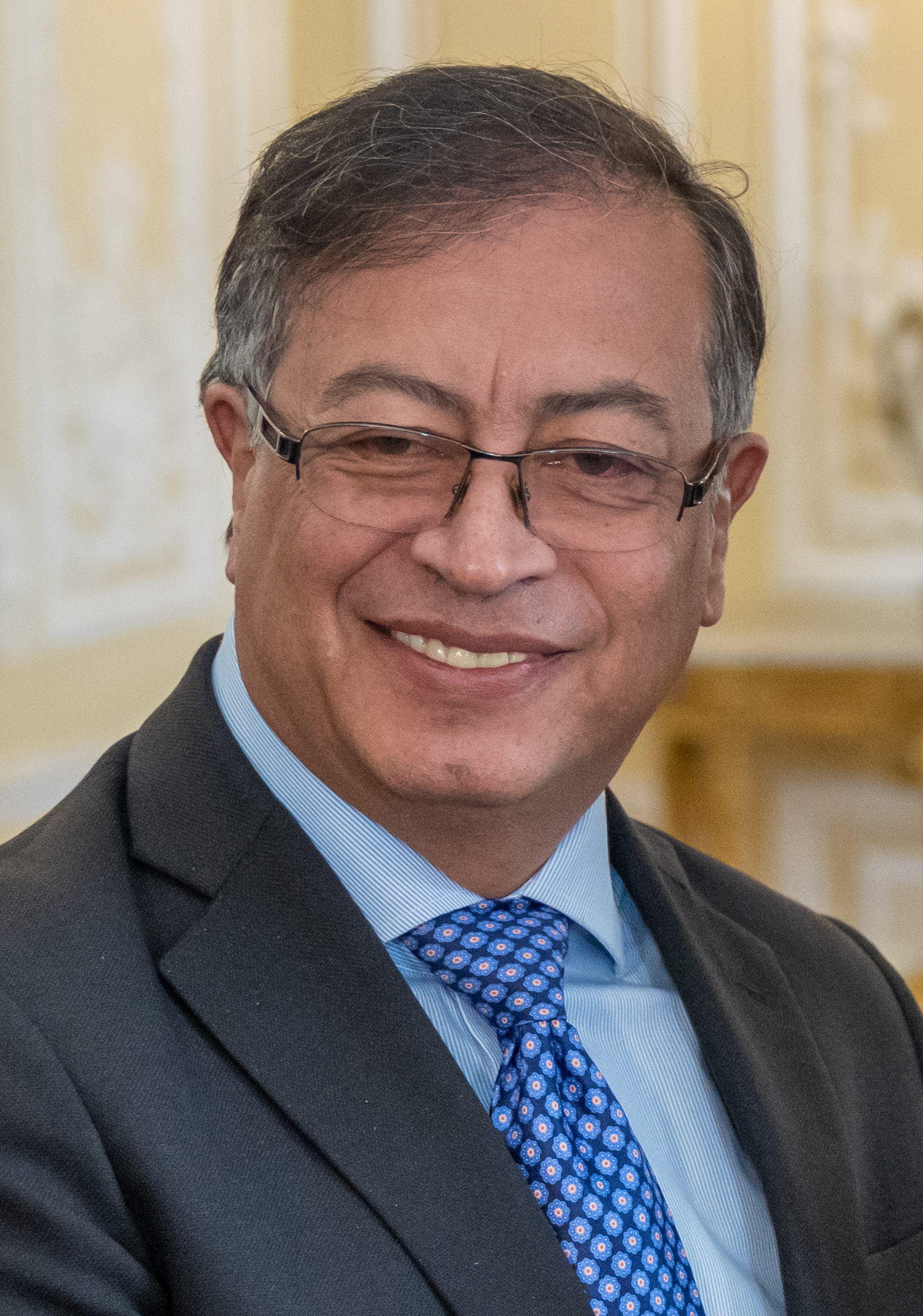
COL Gustavo Petro, Presidente
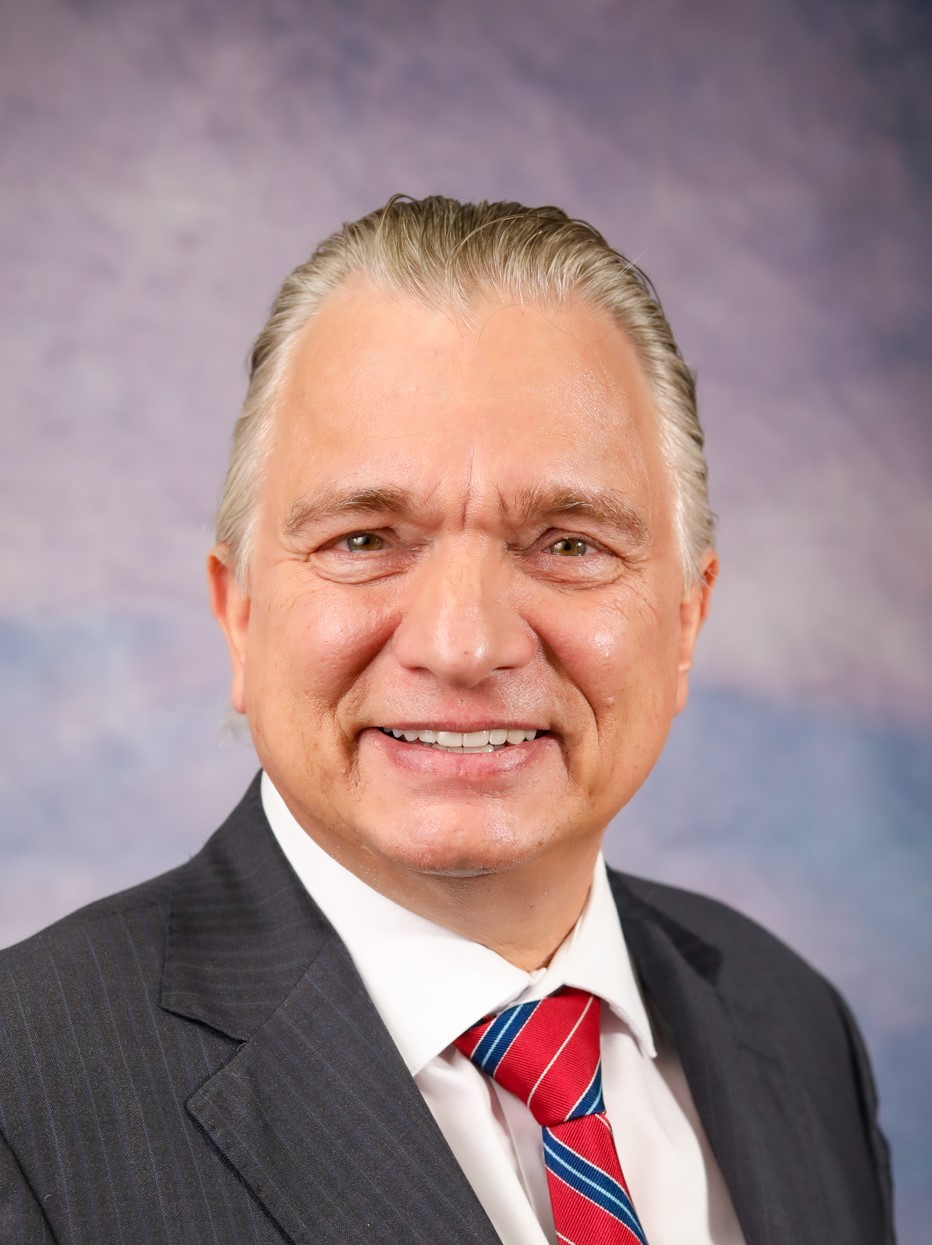
CRI Arnoldo André Tinoco, Ministro de Relaciones Exteriores
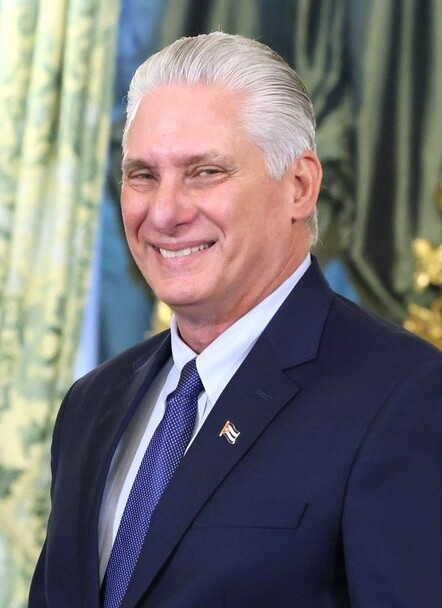
CUB Miguel Díaz-Canel, Presidente
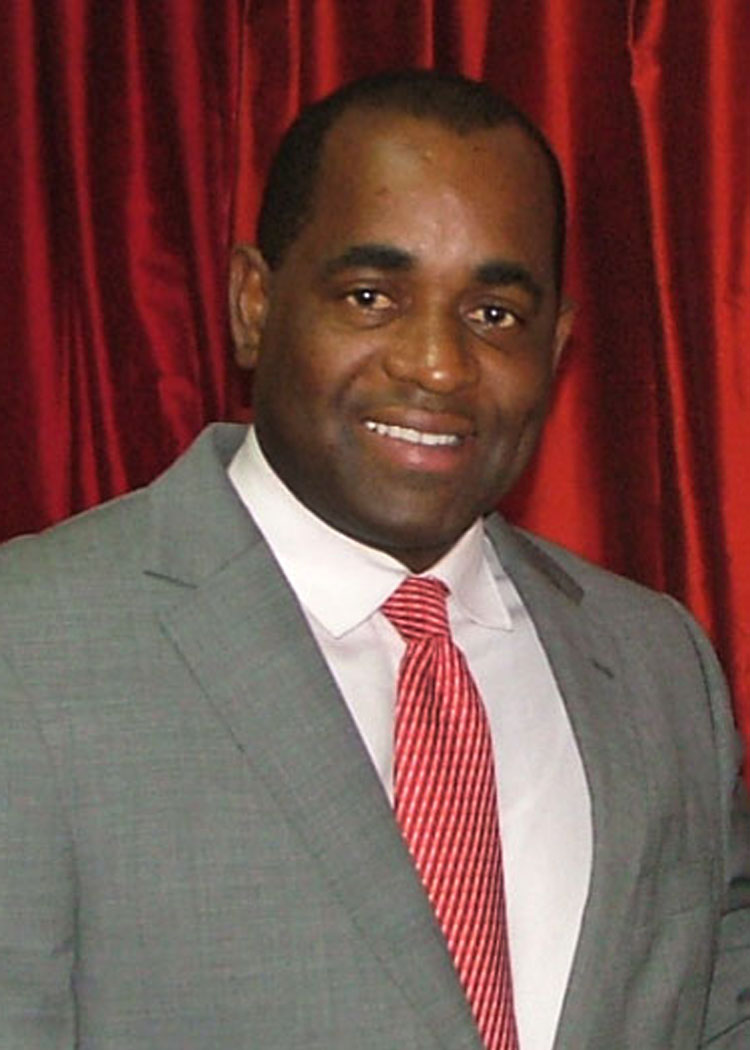
DMA Roosevelt Skerrit, Primer Ministro
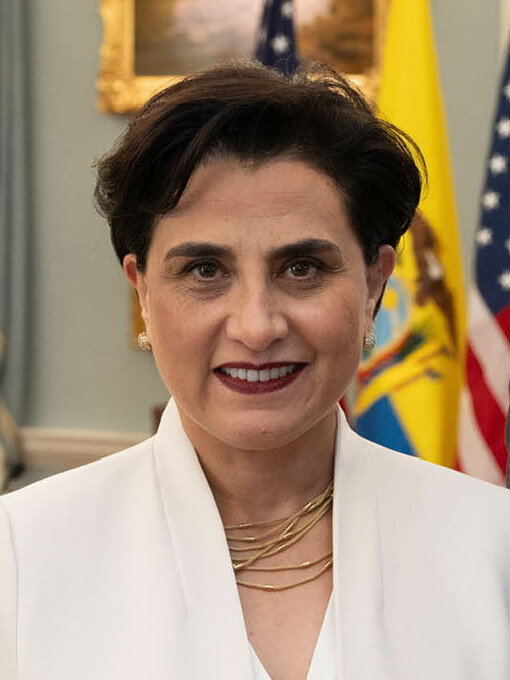
ECU Gabriela Sommerferld, Ministra de Relaciones Exteriores
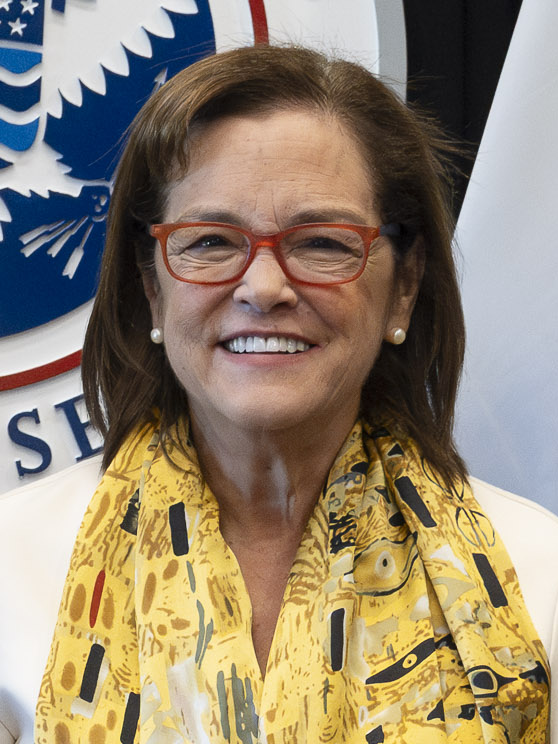
ESA Alexandra Hill Tinoco, Ministra de Relaciones Exteriores
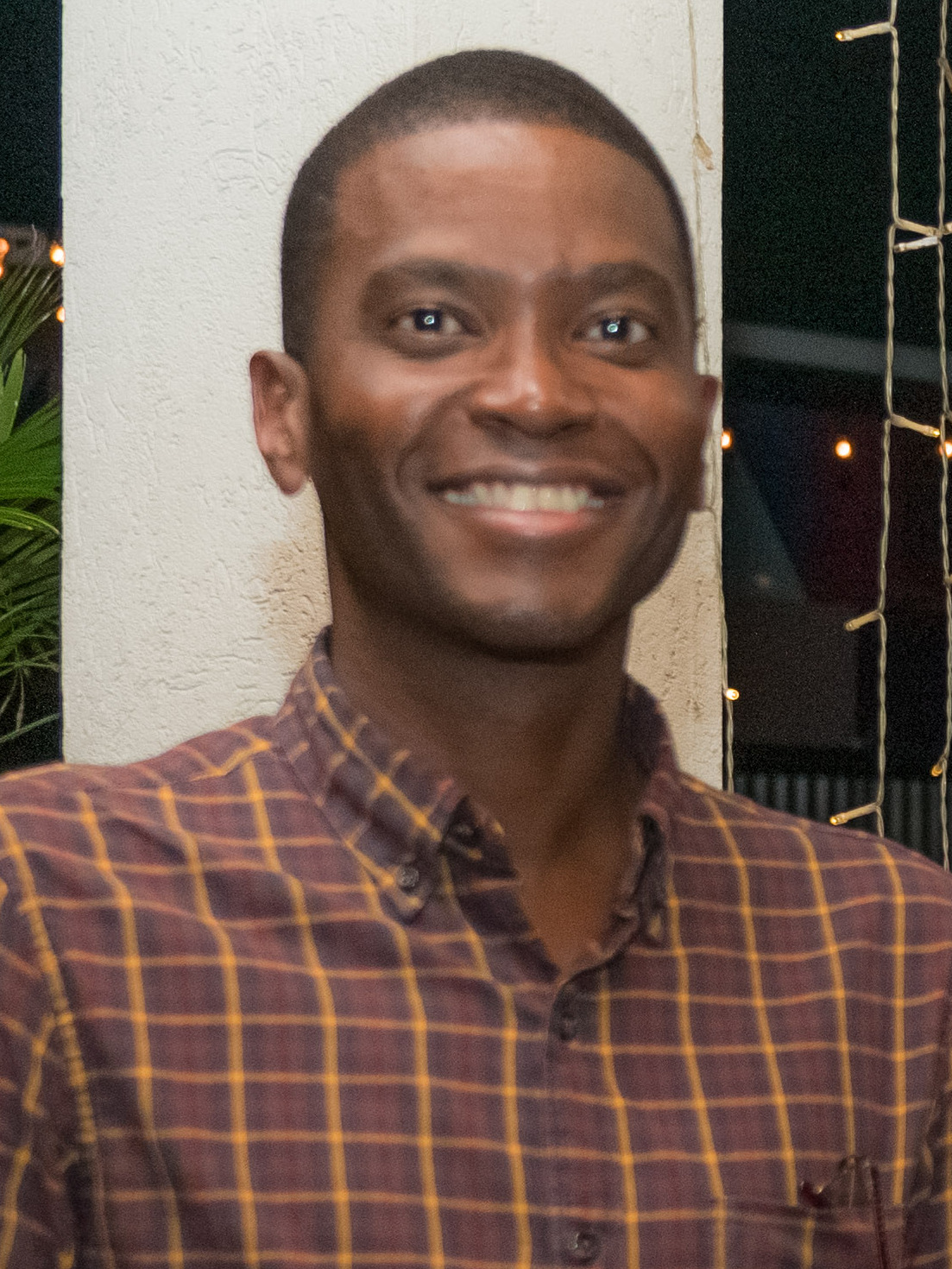
GRD Dickon Mitchell, Primer Ministro
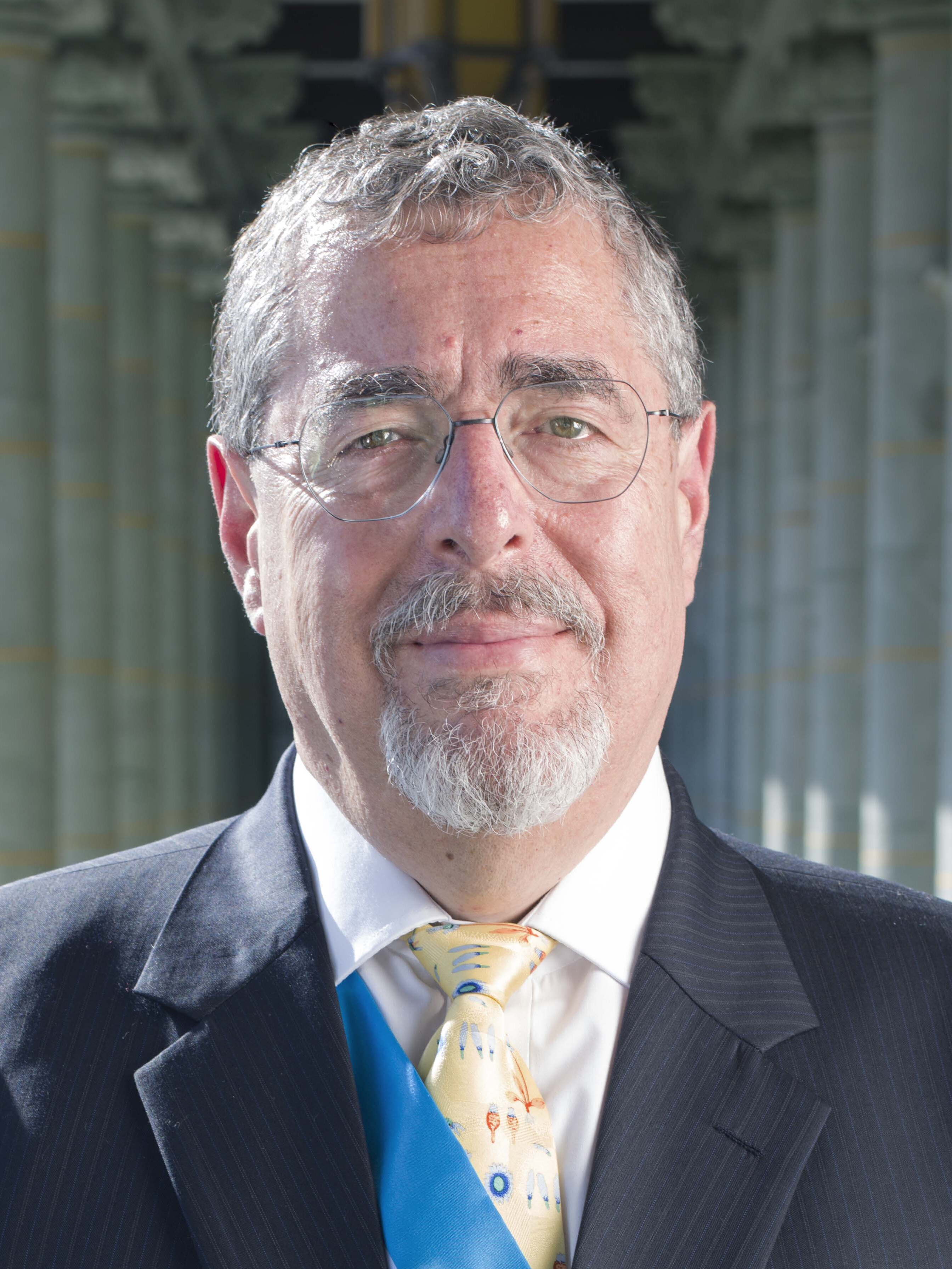
GUA Bernardo Arévalo, Presidente
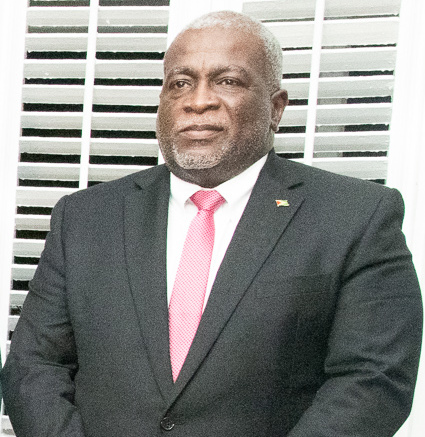
GUY Mark Phillips, Primer Ministro
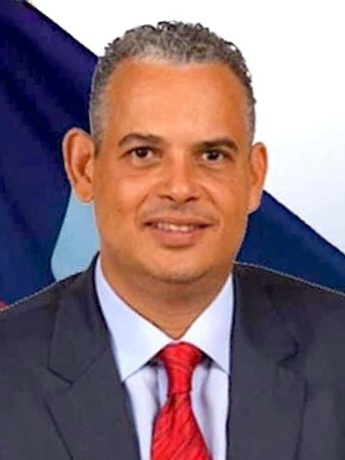
HAI Alix Didier Fils-Aimé, Primer Ministro
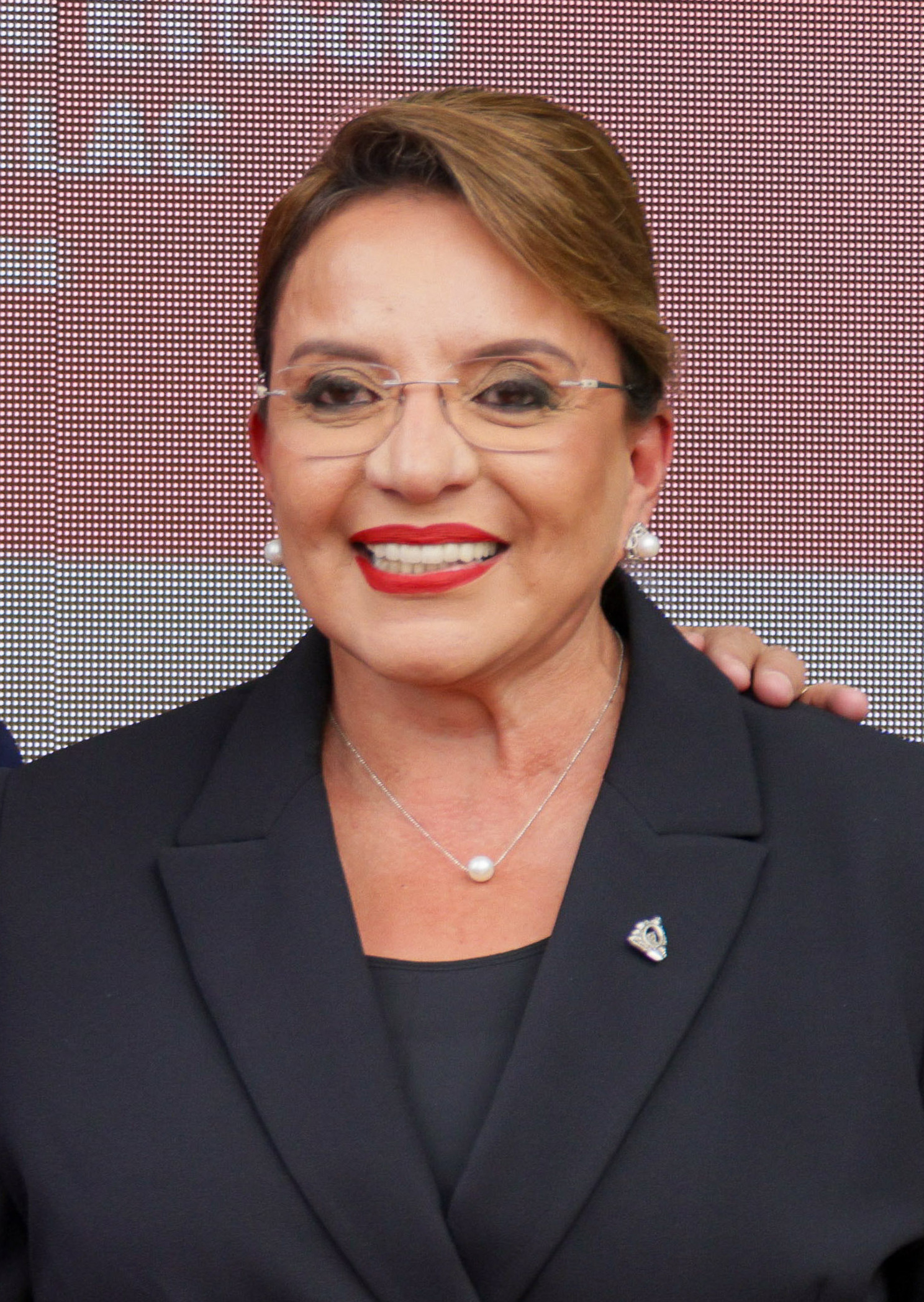
HON Xiomara Castro, Presidenta (anfitriona)
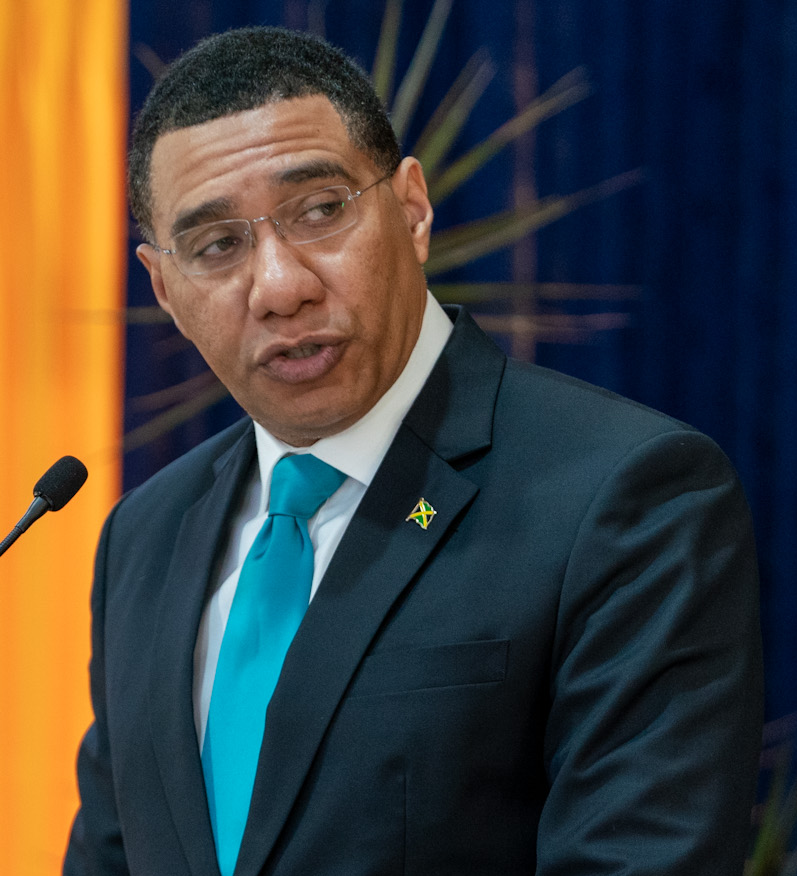
JAM Andrew Holness, Primer Ministro
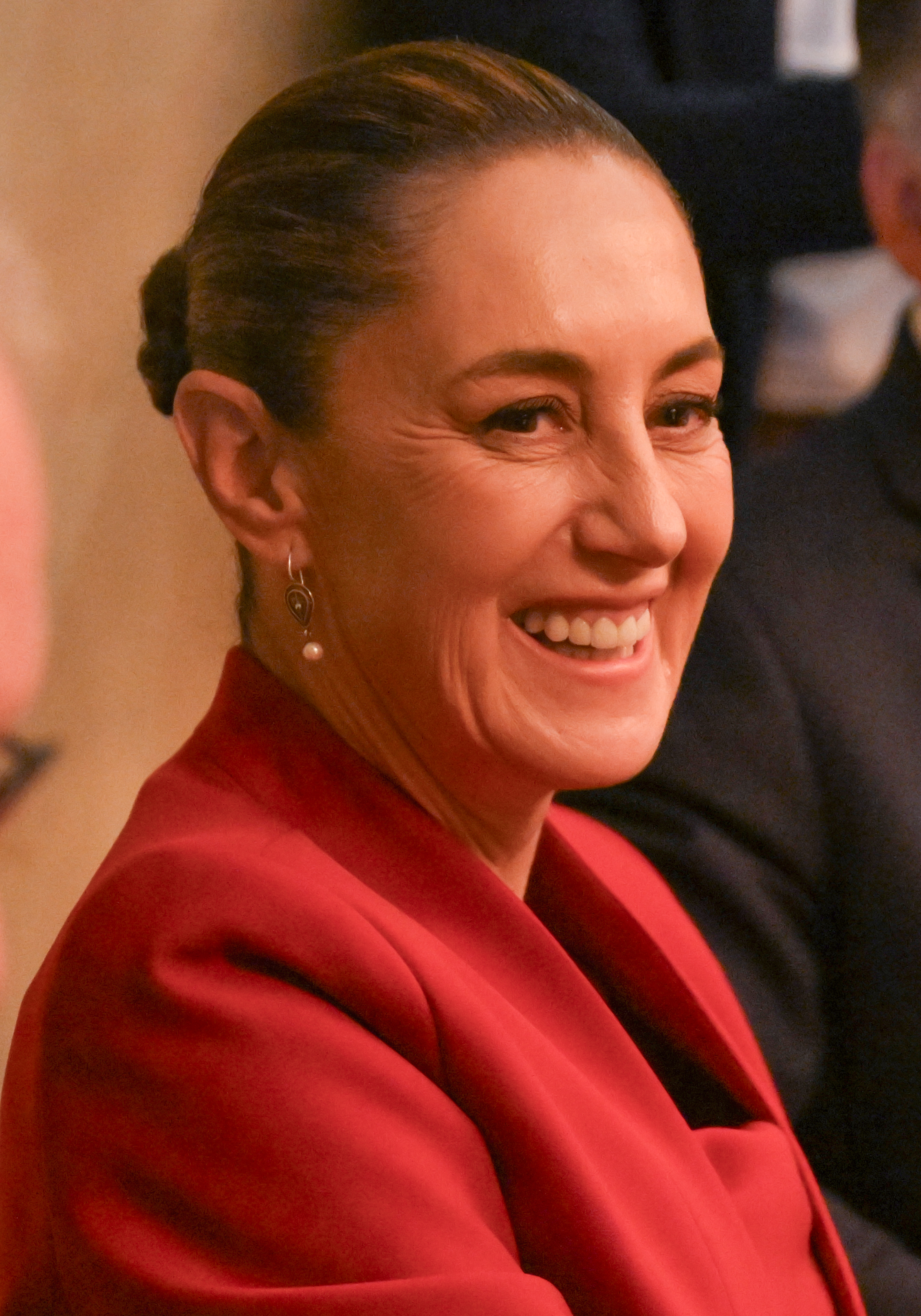
MEX Claudia Sheinbaum, Presidenta
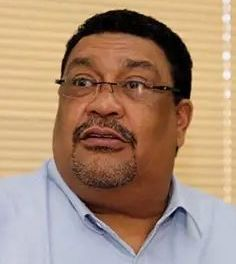
NIC Valdrack Jaentschke, Ministro de Relaciones Exteriores
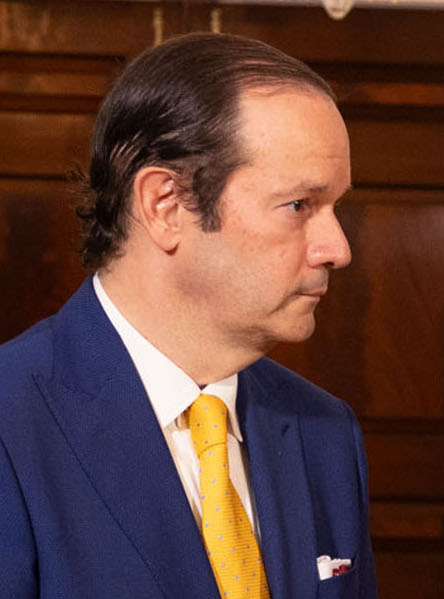
PAN Javier Martínez Acha, Ministro de Relaciones Exteriores
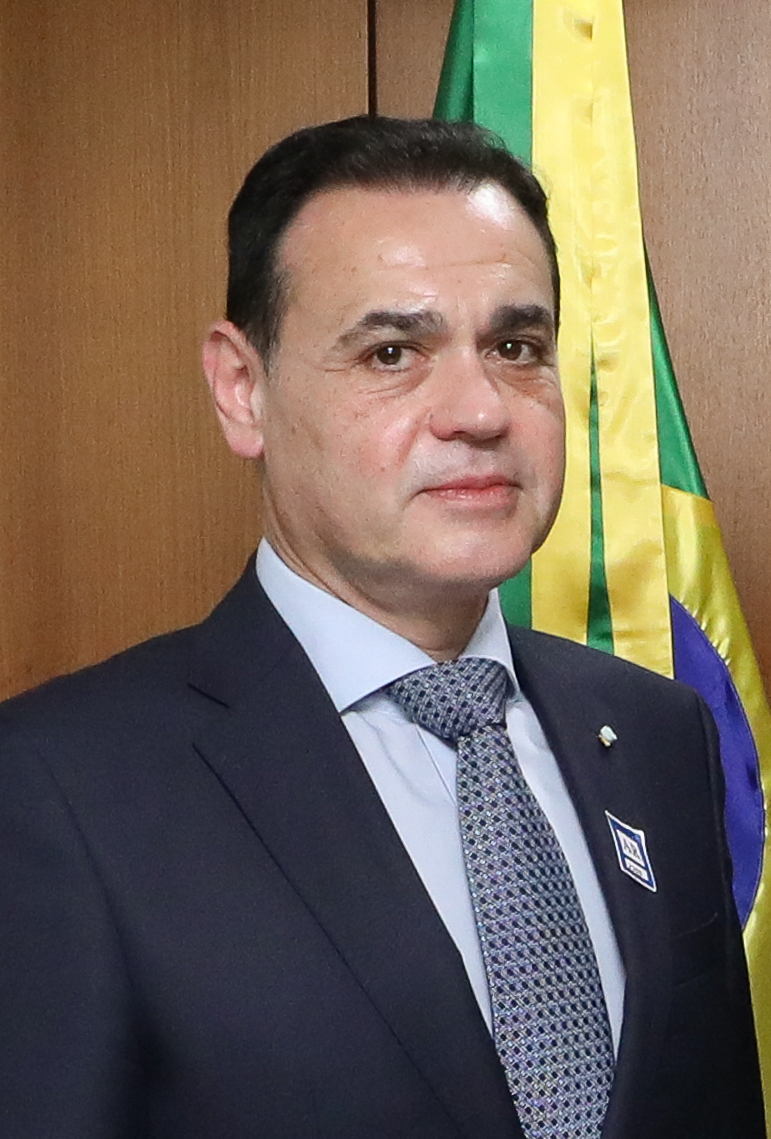
PAR Rubén Ramírez, Ministro de Relaciones Exteriores
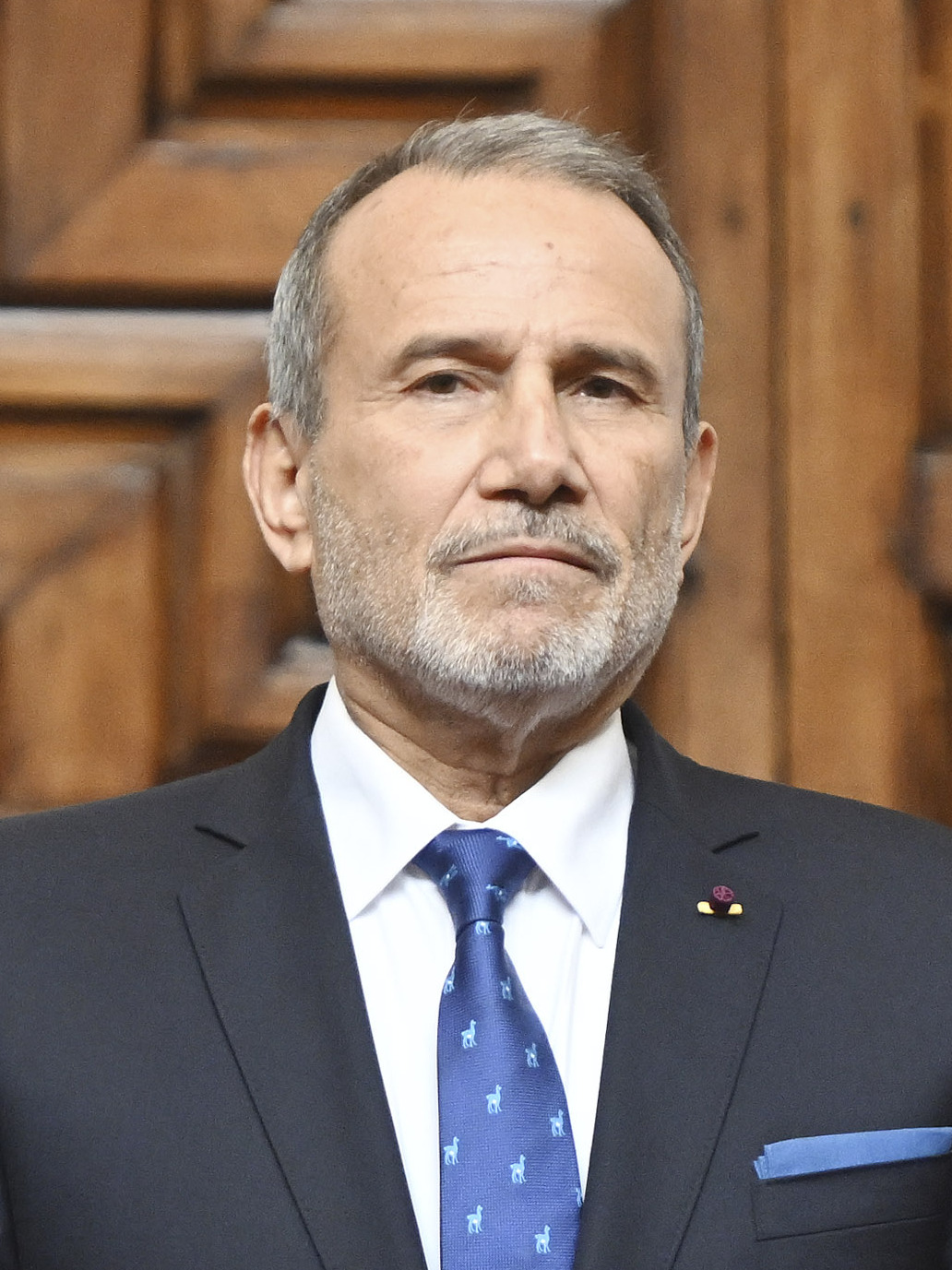
PER Elmer Schialer, Ministro de Relaciones Exteriores
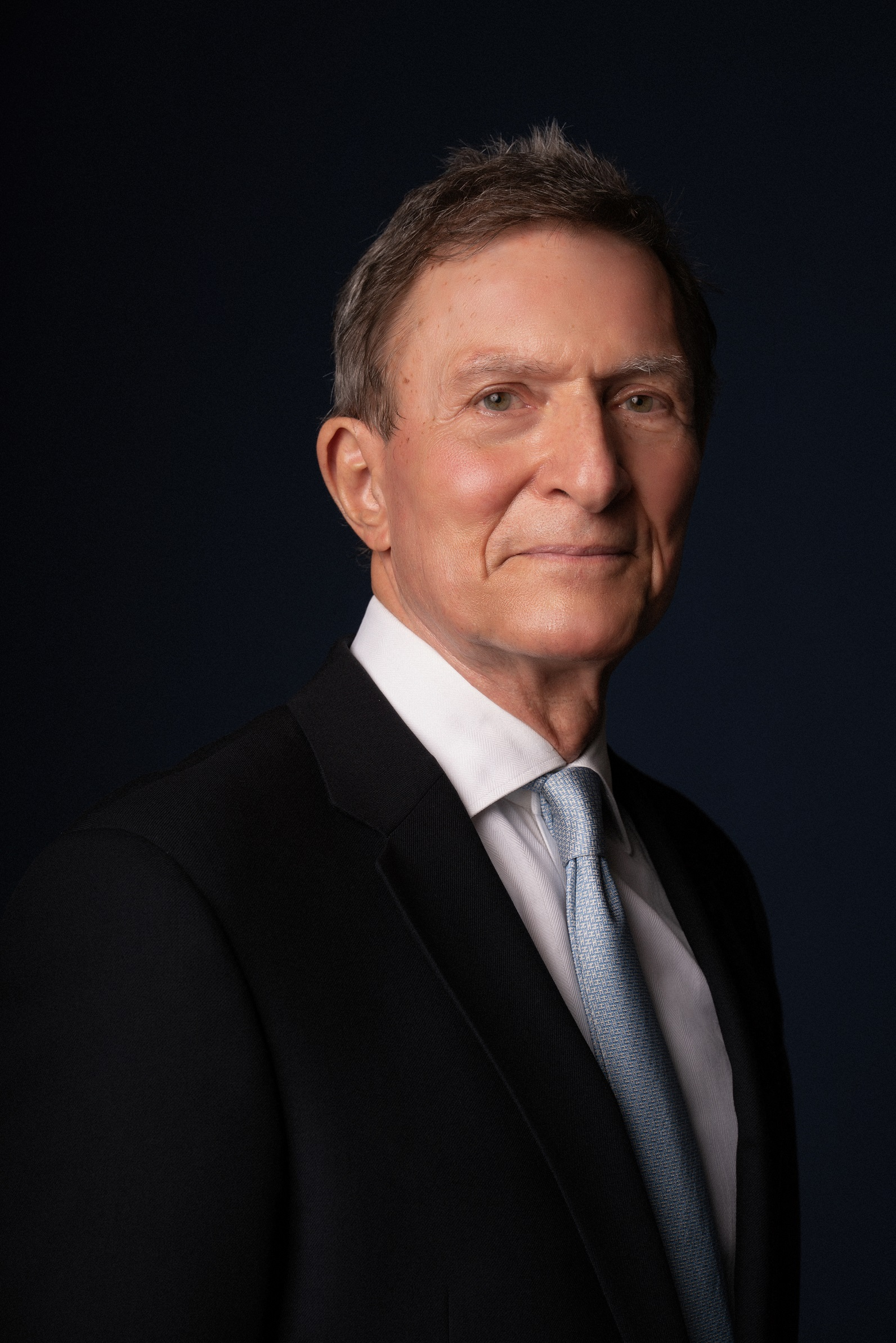
DOM Roberto Álvarez, Ministro de Relaciones Exteriores
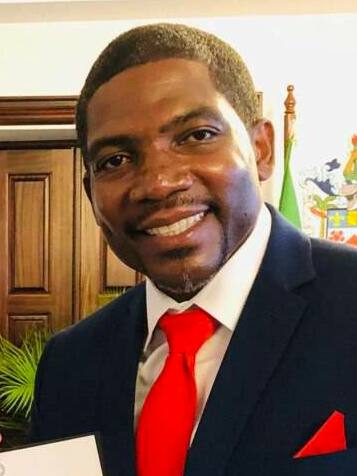
SKN Terrance Drew, Primer Ministro
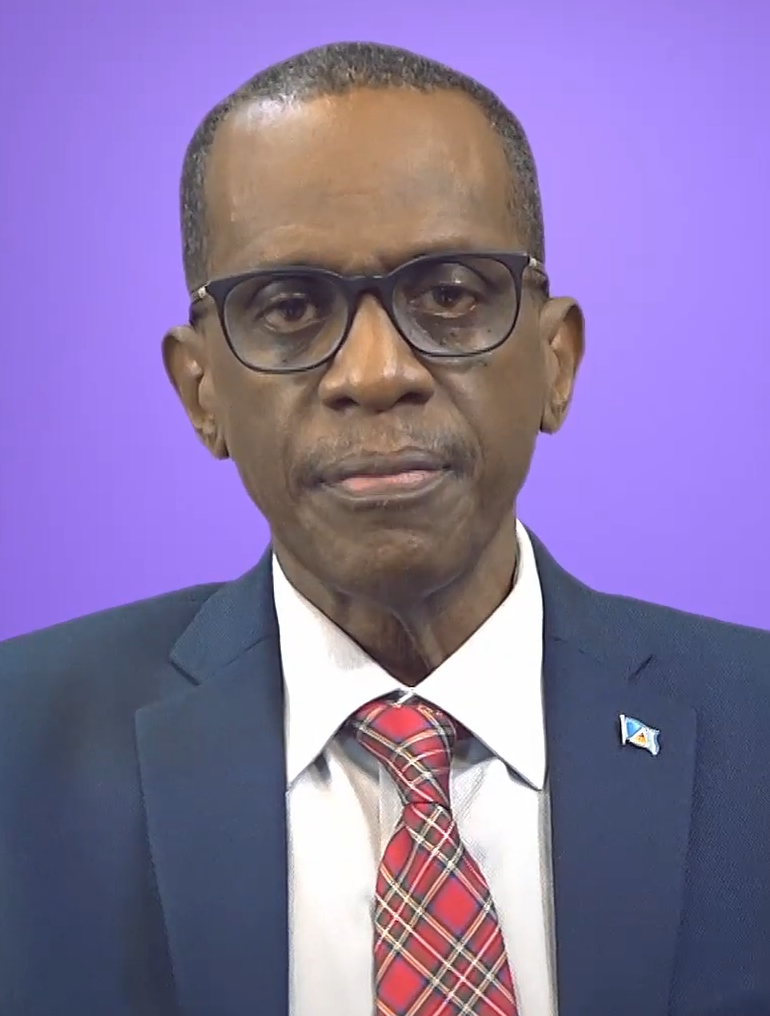
LCA Philip J. Pierre, Primer Ministro
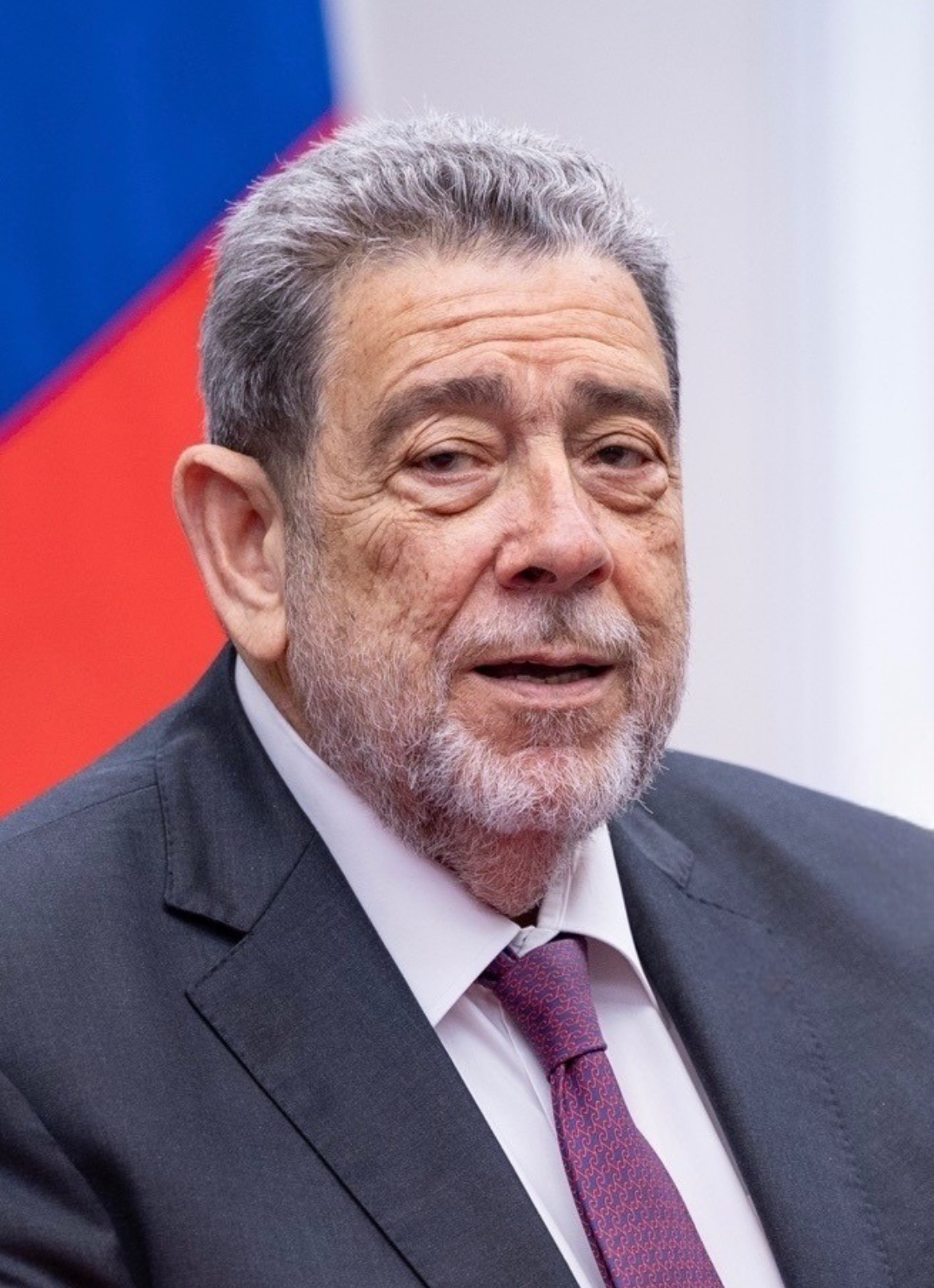
VCT Ralph Gonsalves, Primer Ministro
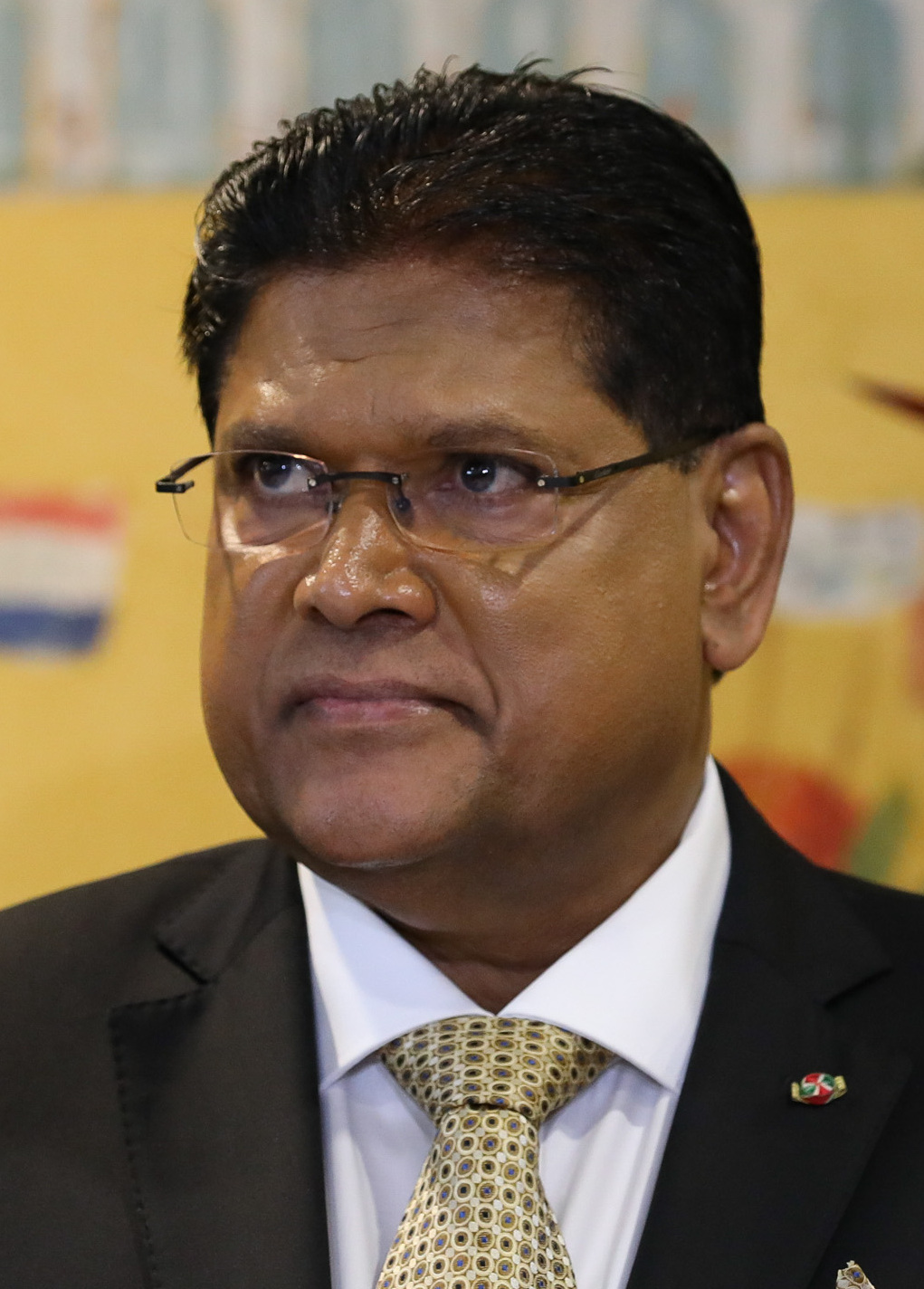
SUR Chan Santokhi, Presidente
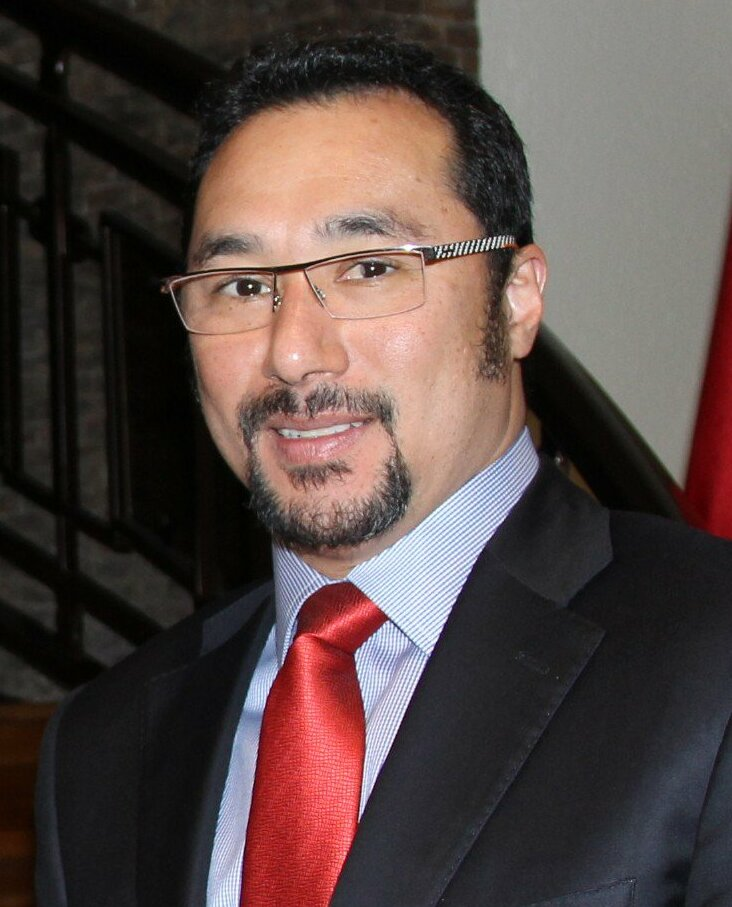
TRI Stuart Young, Primer Ministro
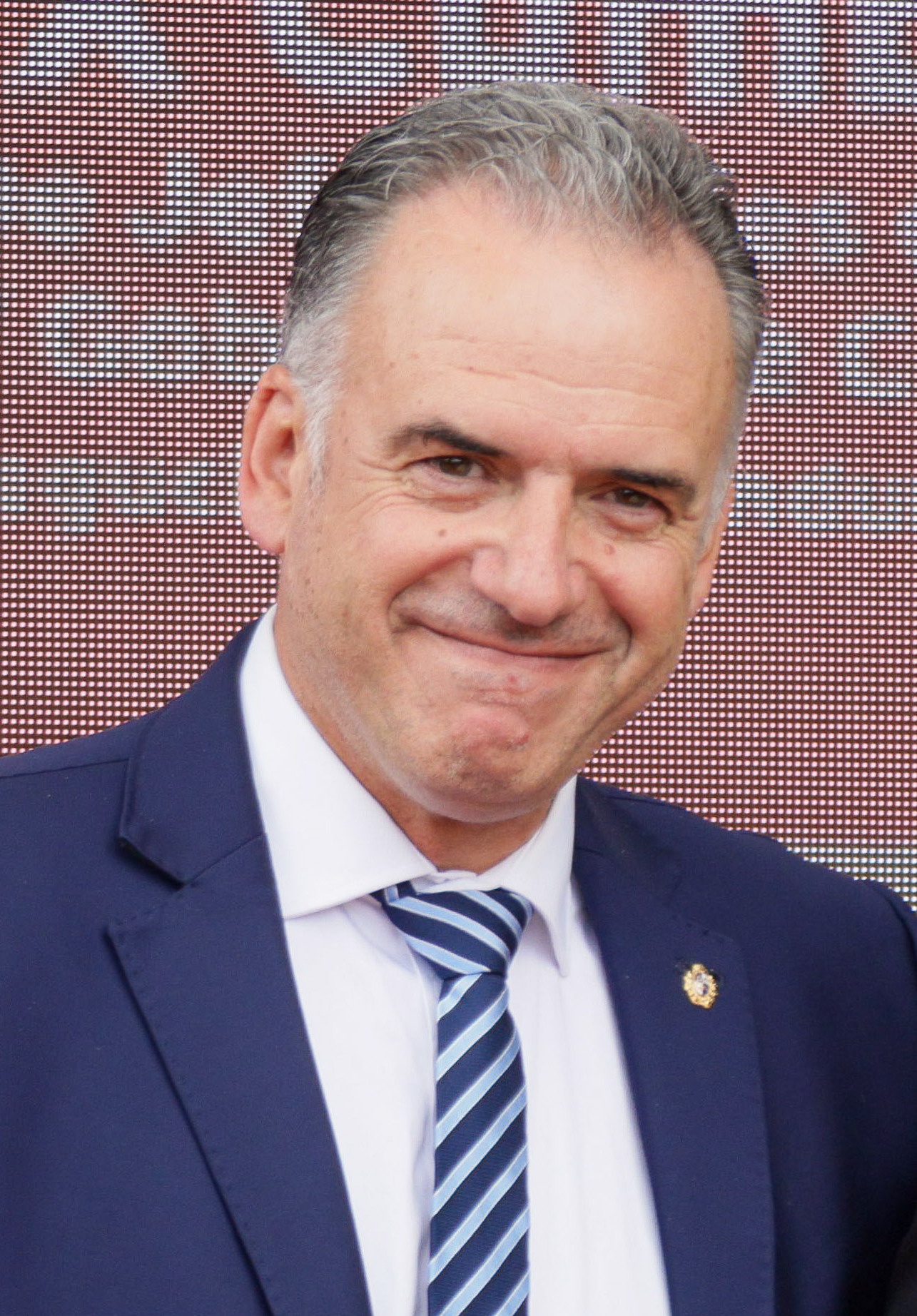
URU Yamandú Orsi, Presidente
VEN Yván Gil, Ministro de Relaciones Exteriores

- Antigua y Barbuda
Gaston Browne, Primer Ministro
- Argentina
Gerardo Werthein, Ministro de Relaciones Exteriores
- Bahamas
Philip Davis, Primer Ministro
- Barbados
Mia Mottley, Primera Ministra
- Belice
Johnny Briceño, Primer Ministro
- Bolivia
Luis Arce, Presidente
- Brasil
Luiz Inácio Lula da Silva, Presidente
- Chile
Alberto van Klaveren, Ministro de Relaciones Exteriores
- Colombia
Gustavo Petro, Presidente
- Costa Rica
Arnoldo André Tinoco, Ministro de Relaciones Exteriores
- Cuba
Miguel Díaz-Canel, Presidente
- Dominica
Roosevelt Skerrit, Primer Ministro
- Ecuador
Gabriela Sommerferld, Ministra de Relaciones Exteriores
- El Salvador
Alexandra Hill Tinoco, Ministra de Relaciones Exteriores
- Granada
Dickon Mitchell, Primer Ministro
- Guatemala
Bernardo Arévalo, Presidente
- Guyana
Mark Phillips, Primer Ministro
- Haití
Alix Didier Fils-Aimé, Primer Ministro
- Honduras
Xiomara Castro, Presidenta (anfitriona)
- Jamaica
Andrew Holness, Primer Ministro
- México
Claudia Sheinbaum, Presidenta
- Nicaragua
Valdrack Jaentschke, Ministro de Relaciones Exteriores
- Panamá
Javier Martínez Acha, Ministro de Relaciones Exteriores
- Paraguay
Rubén Ramírez, Ministro de Relaciones Exteriores
- Perú
Elmer Schialer, Ministro de Relaciones Exteriores
- República Dominicana
Roberto Álvarez, Ministro de Relaciones Exteriores
- San Cristóbal y Nieves
Terrance Drew, Primer Ministro
- Santa Lucía
Philip J. Pierre, Primer Ministro
- San Vicente y las Granadinas
Ralph Gonsalves, Primer Ministro
- Surinam
Chan Santokhi, Presidente
- Trinidad y Tobago
Stuart Young, Primer Ministro
- Uruguay
Yamandú Orsi, Presidente
- Venezuela
Yván Gil, Ministro de Relaciones Exteriores